# 忙哥帖木儿
忙哥帖木儿（羅馬化：Mönke Timur khan，意为「永恆的铁」，？—1280年），金帐汗国第五任可汗，拔都之孙、秃罕之子。

## 即位初期
1265年，海都敗於察合台的巴剌，忙哥帖木兒作為東線帳國主，出兵3萬人由其叔父Berkeche率軍援助海都，與察合台軍作戰勝利。
1266年，别儿哥去世，忙哥帖木儿繼承欽察汗，他继续和伊儿汗国阿八哈作战，战败而缔约，與巴赫里王朝拜巴爾結盟來對遏制伊儿汗国。
形式稱臣元朝，得到了忽必烈的册封，忽必烈要求忙哥帖木儿联合八剌进攻海都，但忙哥帖木儿權衡之下，選擇與鄰近的察合台—窩闊台聯盟合作进攻八剌。
1269年，忙哥帖木儿、海都、八剌三方在塔剌斯（Talas），完成會盟划分了在中亚（特别是河中地区）的势力范围，八剌得到河中的三分之二，他和海都得到三分之一，史稱“三汗劃界”。

## 中期波動式政策
1268年，君士坦丁王后伊琳娜去世，但東羅馬帝國未兌現歸還失地承諾，導致關係惡化，汗國發起戰爭奪取黑海的控制權。
1270-1274年，安茹王朝與保加利亞結盟，米海爾八世急需盟友，將私生女嫁給諾蓋(Nogai)達成名義上的結盟。
1275年，立陶宛大公國與沃里尼亞公國（Volhynia）爆發了長達5年的卡魯塞戰役及大普魯士起義，忙哥帖木儿派遣諾蓋(Nogai)率軍攻擊立陶宛下游，控制波羅的海至黑海之間的貿易通道，建立起諾蓋汗國的前身，此後與海都交惡，派兵協助元朝攻打海都與察合台。
1276年，海都拉攏昔里吉、Tokhtemur兩位宗王叛變，俘虜北平王那木罕與闊闊出，把他交给了忙哥帖木儿，忙哥帖木儿將那木罕扣留至1278年或更久才釋放给忽必烈。
1277年，停止支持元朝，開始與西部汗國恢復關係。
1275-1278年，保加利亞第二帝國爆發伊瓦伊洛起義，伊瓦伊洛殺死君士坦丁·阿森後，向欽察汗國軍隊求和失敗，最終做戰失利逃亡，保加利亞第二帝國開始對欽察汗國進貢。
1280年，忙哥帖木儿去世。

## 內政
逐步脫離元朝的名義統轄，實施金帳汗國主權化操作。
在伏爾加保加利亞之地铸造的金帐汗国的钱币直到忙哥帖木儿的时代仍铸有蒙古帝国大汗之名，此后只铸有忙哥帖木儿和他的后继者的名字。
他是薩滿教徒，對俄羅斯人的政策比別兒哥寬厚許多。
1260年，廢除了別兒哥時代的包稅政策，並且他尊重希臘正教（東正教），容許正教自治，其屬民免稅、免兵役，又規定凡誹謗希臘正教者處死，但他多次用兵於近东。1275年人口普查時也未納入神職人員與教會土地。
隨著內戰擴大，轉向謹慎中立，避免捲入更深衝突，維持與元朝「名義臣屬，實則分離」的狀態。專注於中亞與元朝、察合台等地的平衡，西部多由諾蓋獨自掌控，1270年諾蓋皈依伊斯蘭教並致信埃及蘇丹，在欽察汗死後更是引發帳國分裂。
| 前任： 别儿哥 | 金帐汗国君主 1266年—1280年 | 繼任： 脱脱蒙哥 |

## 延伸阅读
[在维基数据编辑]
 《新元史/卷106》，出自柯劭忞《新元史》
 在维基共享资源阅览影像